# Wrong (Film)
Wrong ist ein französisch/US-amerikanischer Spielfilm von Quentin Dupieux aus dem Jahr 2012.

## Handlung
Dolph Springer wacht eines Morgens auf und stellt fest, dass sein Hund verschwunden ist. Gleichzeitig teilt ihm sein Gärtner Victor mit, dass sich Dolphs Palme in einen Tannenbaum verwandelt hat. Dolph telefoniert noch mit Emma, einer Angestellten einer Pizzeria, um mit ihr über den Sinn des Firmenlogos der Pizzeria zu diskutieren, um dann zur Arbeit zu fahren.
In seinem Büro, in welchem es ununterbrochen regnet, ist er nicht sehr willkommen, da ihm schon vor Wochen gekündigt wurde. Nach einem kurzen Streit mit seinen (ehemaligen) Kollegen fährt er wieder nach Hause, um dort eine Gratispizza von Emma vorzufinden, welche er aber wegschmeißt. Victor, der Gärtner, holt sich die Pizza aus dem Müll und findet in der Schachtel eine Nachricht von Emma, die ihm (eigentlich Dolph) mitteilt, dass sie sich in seine Stimme verliebt habe und mit ihm schlafen möchte. Victor ruft bei Emma an und gibt sich für Dolph aus, um mit ihr die Nacht zu verbringen. Emma ist von dieser Liebesnacht so begeistert, dass sie Victor mitteilt, für ihn ihren Mann zu verlassen.
Unterdessen nimmt der mysteriöse Master Chang mit Dolph Kontakt auf, um ihm mitzuteilen, dass die Firma von Chang den Hund entführt habe und er aber entlaufen sei. Er schickt ihm jedoch einen Privatdetektiv vorbei, um den Hund zu finden. Dieser interessiert sich jedoch mehr für die Exkremente als für ein Foto des Hundes. Unterdessen zieht Emma bei Dolph ein und ignoriert dabei, dass er offensichtlich nicht wie Victor aussieht. Dolph nimmt mithilfe eines Buches von Master Chang telepathischen Kontakt mit seinem Hund auf, wird dabei immer wieder von Emma, die sich bei ihm zuhause wohnlich einrichtet, gestört. Victor, der den Tannenbaum durch eine Palme austauscht, teilt Dolph mit, dass Master Chang ihn sprechen will und stirbt kurze Zeit später an Herzversagen. Dolph verkracht sich mit Master Chang, da er ein Kind, das Chang von einer anderen Kundin entführt hat, nicht adoptieren möchte. Derweil trifft Victor im Haus von Dolph auf Emma, die inzwischen von ihm schwanger ist. Während die beiden über den Namen des Kindes streiten, bekommt sie plötzlich Wehen und fordert Victor auf, sie zum Strand zu bringen, da sie dort entbinden möchte. Am Strand tötet Victor Emma vor den Augen des plötzlich groß gewordenen Sohnes. Erschrocken wacht Victor in einem Glassarg auf, um festzustellen, dass alles nur ein Traum war und er gerade beerdigt wird.
Parallel trifft sich Dolph mit dem Privatdetektiv, der inzwischen den Kot des Hundes an einen Fernsehmonitor angeschlossen hat, um die Erinnerung des Kothaufens auf den Bildschirm zu projizieren. Dabei sieht man, wie der Hund von der Firma von Master Chang entführt wird. Als Dolph dem Detektiv mitteilt, dass er das bereits wisse, wird er von diesem verprügelt. Dolph schleppt sich verletzt nach Hause, um auf dem Heimweg seinen Hund wiederzutreffen, der aus einem Bus steigt. Die Szene wird von Master Chang beobachtet, der sie genau so in einem Traum vorausgesagt hat.

## Veröffentlichung
Der Film wurde 2012 auf dem Sundance Film Festival uraufgeführt.

## Kritiken
„Mit Wrong ist Quentin Dupieux ein weiteres schrill-faszinierendes Kleinod gelungen, das mit seinem Mangel an dramaturgischem Schliff sicher den ein oder anderen Zuschauer verschrecken wird, in seiner irrlichternden Weise aber auch wunderbar verwundert zurücklässt.“

“Mr. Dupieux […] obviously has sufficient creative control (seen especially in the video simulating the perspective of waste passing through a dog’s digestive tract). But that’s not the same as giving a movie shape and drive, and it would take a firmer hand to right this “Wrong.””

„Mr. Dupieux […] hat offensichtlich ausreichend kreative Kontrolle (Insbesondere an dem Video zu sehen, welches die Perspektive des Kots beim Durchwandern des Hundedarms zeigt). Doch das ist nicht das gleiche, wie einem Film Form und Schwung zu geben, und es würde einer sichereren Hand bedürfen, dieses „Wrong“ richtig zu machen.“